# Noriteru Fukushima
Noriteru Jaime Fukushima Ichimori (Polanco, Ciudad de México, 3 de junio de 1959) es un diplomático japonés-mexicano. Se desempeña como Embajador Extraordinario y Plenipotenciario en México desde 2021. Es hermano mayor de Kyouwei Fukushima, y del maestro de español, Noritaka Fukushima.

## Biografía
Nació en 1959 en la Ciudad de México de padres japoneses, y creció en Tokio, Japón. En 1980, mientras estudiaba en la Facultad de Derecho de la Universidad de Kioto, aprobó el examen avanzado de acceso a la función pública del Ministerio de Asuntos Exteriores. En 1981, se licenció en la Facultad de Derecho de la Universidad de Kioto y se incorporó al Ministerio de Asuntos Exteriores.

## Carrera
- 1993, agosto de 1993, Primer Secretario, Misión Permanente ante las Naciones Unidas, Nueva York.
- 1996, (enero de 1996) Primer Secretario, Embajada de Japón en Argentina.
- 1998 (enero de 1998) Consejero.
- 1998 (agosto de 1998) Director, Oficina de Medidas Especiales para Nacionales Japoneses, División de Protección de Nacionales Japoneses, Departamento de Asuntos Consulares y Migratorios, Secretaría del Ministro, Ministerio de Relaciones Exteriores.
- 2000 (mayo de 2000) Director de la Primera División de América Latina, Oficina de América Latina, Ministerio de Asuntos Exteriores.
- 2003 (agosto de 2003) Consejero, Embajada de Japón en España.
- 2005 (enero de 2005) Ministro en México.
- 2006 (julio de 2006) Ministro en Italia.
- 2008 (agosto de 2008) Consejero Ministerial y Oficina Europea, Ministerio de Asuntos Exteriores
- 2010 (6 de septiembre de 2010) Embajada de Japón en España[1]
- 2012 (24 de julio de 2012) Cónsul General São Paulo[2]
- 2015 (25 de mayo de 2015) Embajador Extraordinario y Plenipotenciario en Argentina,[3]
- 2019 (2 de agosto de 2018)  Embajador Extraordinario y Plenipotenciario para los Juegos Olímpicos y Paralímpicos de Tokio 2020[4]
- 2019 (9 de agosto de 2019) Comité Organizador de los Juegos Olímpicos y Paralímpicos de Tokio, Embajadores de Relaciones Internacionales.[5]
- 2021 (8 de octubre de 2021) Embajador Extraordinario y Plenipotenciario en México.[6][7]

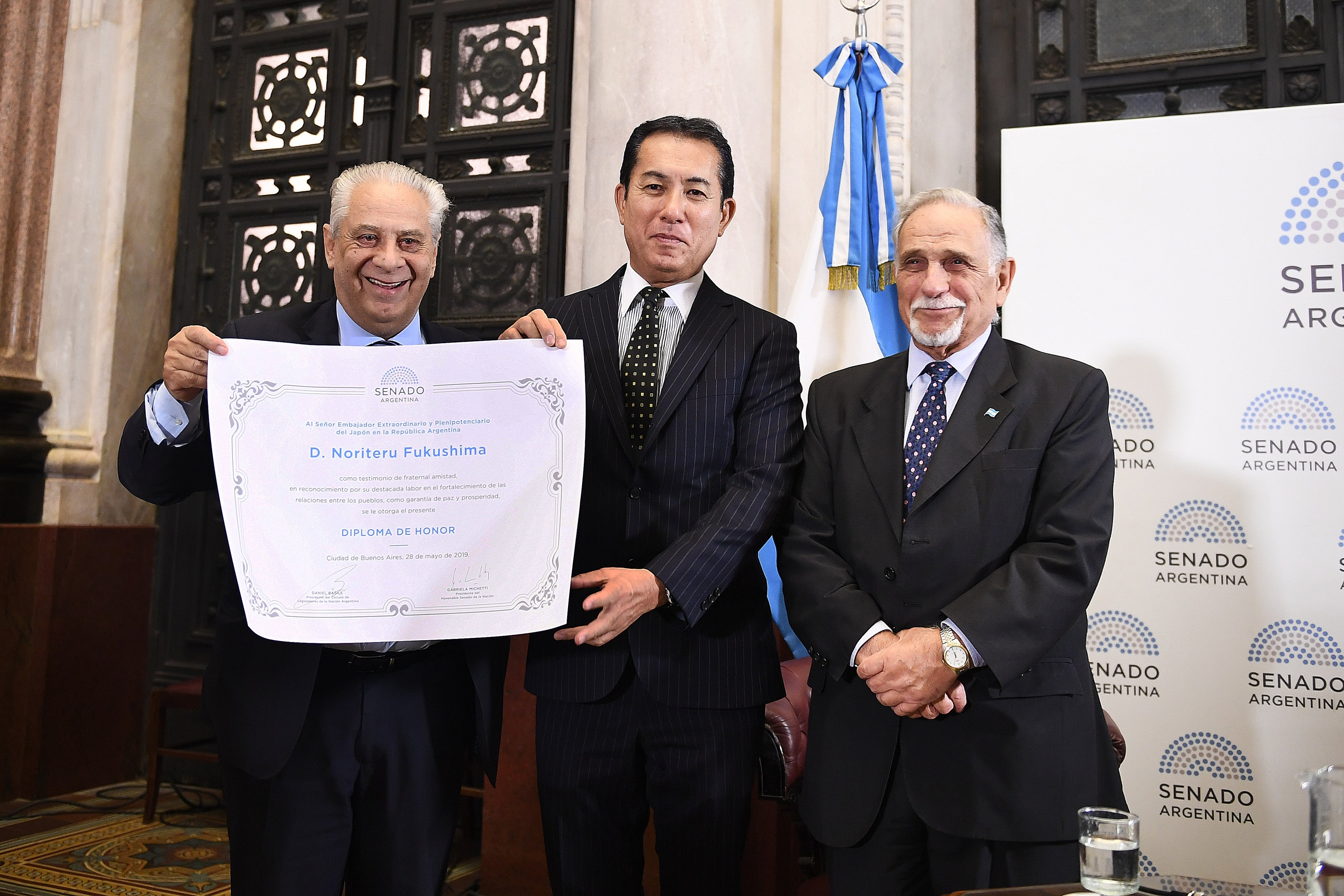
Entrega de reconocimiento al embajador Fukushima en el Senado de la Nación Argentina.